# Aquileiai patriarkátus

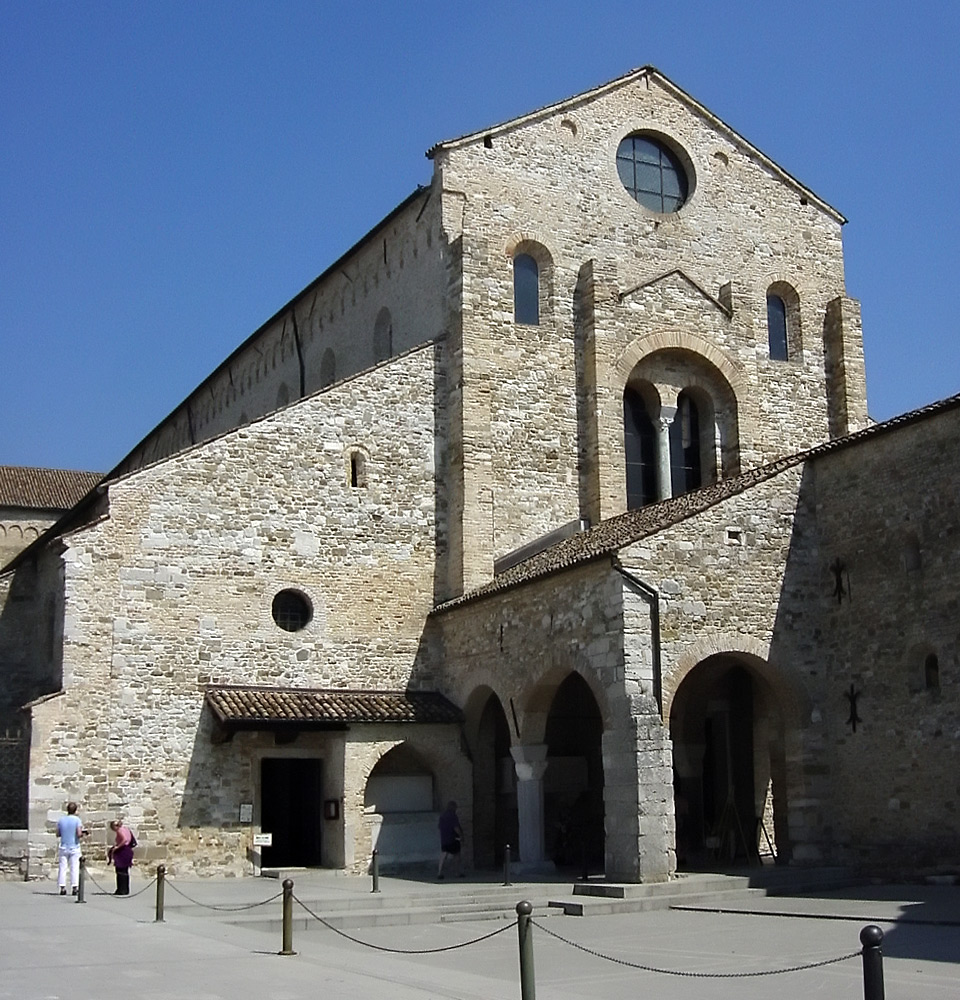
Az aquileiai bazilika

Az Aquileiai Patriarkátus sok évszázadon keresztül jelentős hatalommal bíró püspökség volt Északkelet-Itália adriai régiójában, a mai olasz tengerparti vidéken. Számos zsinatot tartottak itt.
Ma már nem püspöki székhely, bár címzetes aquileiai érseki poszt ma is létezik a római katolikus egyházban.

## Története

### A püspökségtől a patriarkátusig
A hagyomány szerint a püspökséget Márk evangélista alapította, akit Szent Péter küldött, alexandriai missziója előtt. Szintén a hagyomány szerint első püspöke Szent Hermagoras volt, aki 70-ben mártírhalált halt. A 3. század végén, 285-ben, újabb aquileiai püspök szenvedett mártírhalált: Szent Hilár.
A 4. században Aquileia Északkelet-Itália (Augustus császár X. Régiója, vagy más néven „Venetia et Histria”) legfontosabb egyházi központja. 381-ben Szent Valerianus volt a metropolita: az ebben az évben az ariánusok ellen rendezett zsinatán 32 (más forrás szerint 24) püspök vett részt. Utódja, Szent Chromatius (388–408) homiletikai és exegetikai műveiről híres. Szent Jeromos és Tyrannius Rufinus műveinek előmozdítója volt, aki kapcsolatban állt Milánói Szent Ambrussal és Aranyszájú Szent Jánossal.
Idővel a patriarkátus hatáskörébe került Nyugat-Illíria, északon pedig Noricum és Raetia is. Az 5. és 6. században olyan alpüspökségei voltak, mint Verona, Trient, Póla, Belluno, Feltre, Vicenza, Treviso és Padova. Jelentős nagyságú területek metropolitáiként és a római civilizáció képviselőiként az osztrogótok és lombardok között, Aquileai érseke sikerrel törekedtek arra, hogy barbár uraiktól megkapják a pátriárka titulust. Ez személyre szólt, és nem kapta meg automatikusan a püspöki cím viselője. Az aquileiai püspökök Rómától való függetlenedési törekvéseit segítette az a cím. Riválisa, Ravenna, kevésbé szerencsés volt, és soha nem tudta megszerezni a pátriárkai titulust.
Miután Vigiliusz pápa húzódozott elítélni a három fejezetet, a második konstantinápolyi zsinaton (553), Észak-Itália Liguria és Aemilia) püspökei, és Venetia et Histria püspökei, Aquileiai Macedonius (535–556) vezetésével az 553-as aquileiai zsinaton elszakadtak Rómától. Ez volt a keresztény egyház „Három fejezet”-szakadása, amely megadta az alkalmat az aquileiai püspöknek, hogy felvegye a pátriárka címet. Macedonius utóda, I. Paulinus (557–569) 560 körül kezdte el használni a címet.
A következő évtized végére a lombardok (longobárdok) lerohanták egész Észak-Itáliát.568-ban az aquileiai pátriárka az egyház kincseivel együtt a kis Grado szigetre volt kénytelen menekülni, Trieszt közelében. Ez volt a Kelet-római Birodalom észak-itáliai területeinek utolsó maradványa. A Rómával való viszonyt ez sem változtatta meg: a patriarkátus püspökei, akár lombard, akár kelet-római területen, elutasítottak minden javaslatot a kibékülésre.

## Szakadás Gradóval
A pápák és a ravennai exarchák békés és kevésbé békés erőfeszítései az egység helyreállítására ellenállással találkoztak az aquileiai oldalon Candidian metropolitává választásáig 606-ban, vagy 607-ben Gradóban. Helyettesei közül azok, akiknek a püspöksége a birodalmon belül volt, vele együtt hódoltak be Rómának. A lombardok ellenőrizte területek segédpüspökei kitartottak az önállóság mellett. Ennél tovább is mentek: Aquileiában új pátriárkát választottak János személyében (606-ban vagy 607-ben). Ezzel tulajdonképpen egymás mellett már két patriarkátus létezett Észak-Itáliában: a Gradói, és az Ó-Aquileiai.
Majdnem egy évszázaddal később a szakadás véget ért. A paviai zsinaton (698–699) Ó-Aquileia kibékült Rómával és 723-ban II. Gergely pápa palliumot adományozott Serenus aquileiai pátriárkának (715–730). Valószínűleg a 7. században a pápák elismerték Grado metropolitáit aquileiai pártriárkáknak, hogy így megkérdőjelezzék az ó-aquileiaiak jogát a cím használatára. A következő évszázadokban mindkét helyen használták a címet.
628-ban az ó-aquileiai pátriárkák Cormonsba tették át a székhelyüket. Callistus pátriárka 737-ben Cividale del Friuliba költöztette a rezidenciát. Ott is maradt, a 13. századig. 1223-ban Udinébe helyezték át.
A 8. század utolsó évtizedében a salzburgi metropolitai szék megalakítása megalázó helyzetet teremtett Ó-Aquileia számára, hiszen már régóta igényt tartott a Szlavóniai hercegség (Karintia) területeire. Ursus aquileiai pátriárka (meghalt 811-ben) később elfogadta Nagy Károly császárt döntőbírónak, aki a Dráva folyótól északra fekvő karinthiai területeket Salzburgi Arnónak ítélte. Ursus halála után utódja, Maxentius ugyanazt a politikát folytatta, és pénzt kapott Nagy Károly udvarától Aquileia újjáépítésére. Maxentius 811-től haláláig, 837-ig szolgált Aquileia pátriárkájaként.
A 9. századi magyar invázió és a császári hatalom hanyatlása növelte a pátriárkák befolyását.

### Terjeszkedés és összeomlás

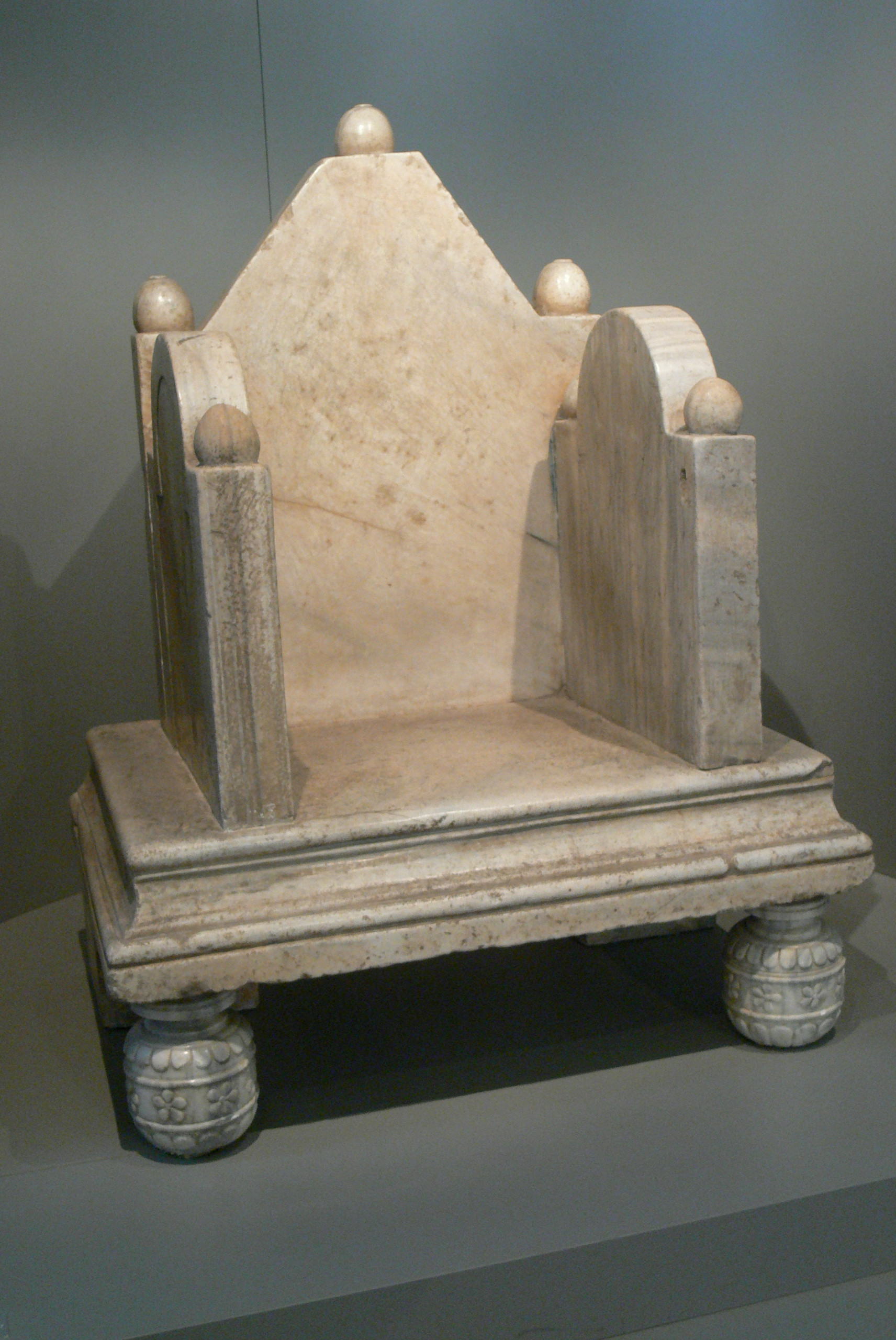
11. századi pátriárkai trón

## Külső hivatkozások
- Shahan, Thomas Joseph (1907). "Aquileia". In Herbermann, Charles. Catholic Encyclopedia. 1. New York: Robert Appleton Company.[3]

## Fordítás
Ez a szócikk részben vagy egészben  a   Patriarchate of Aquileia című angol Wikipédia-szócikk ezen változatának fordításán alapul.  Az eredeti cikk szerkesztőit annak laptörténete sorolja fel. Ez a jelzés csupán a megfogalmazás eredetét és a szerzői jogokat jelzi, nem szolgál a cikkben szereplő információk forrásmegjelöléseként.